# Dewevrella
Dewevrella là chi thực vật có hoa trong họ Apocynaceae.